# Що? Де? Коли? (спортивна версія)

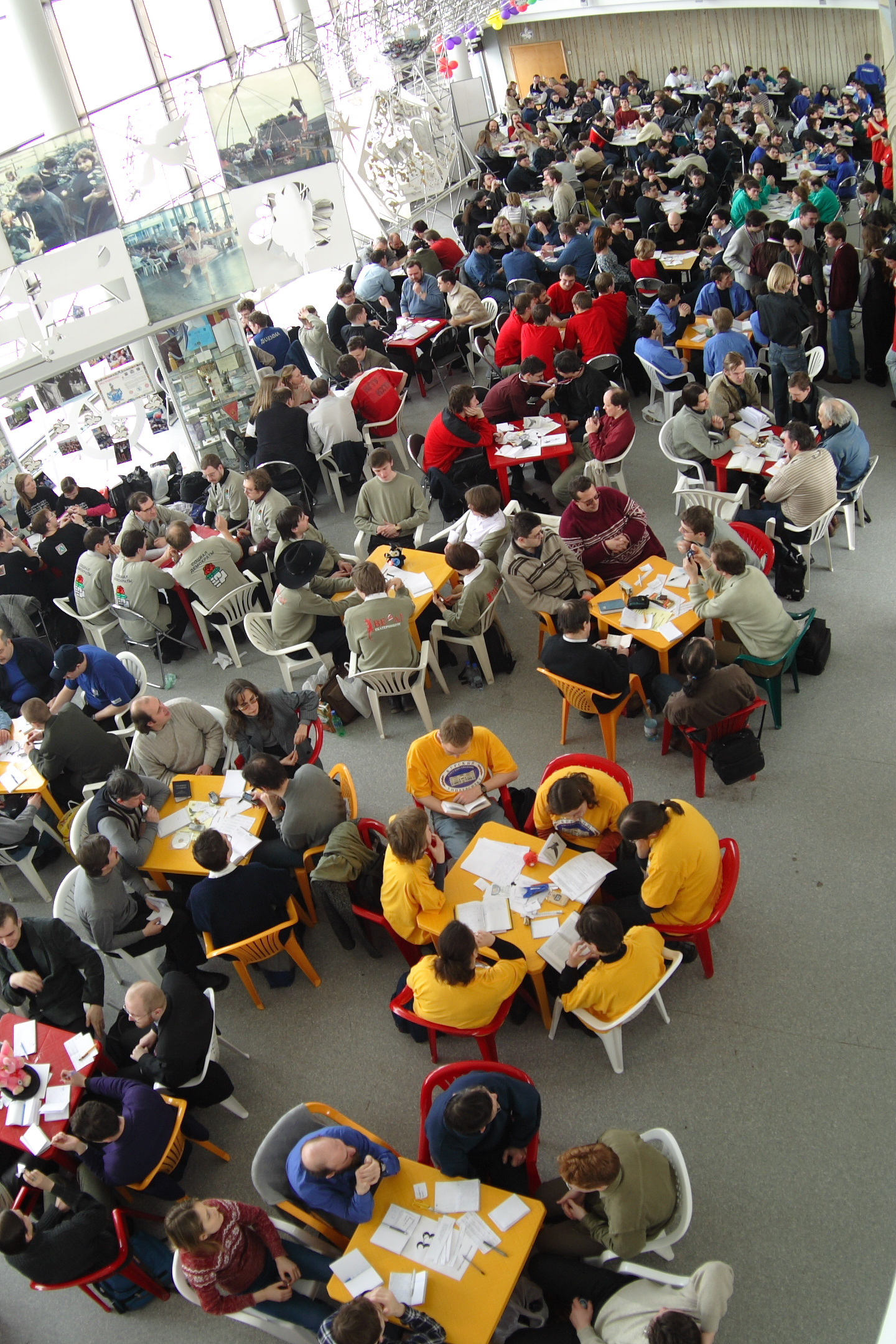
Чемпіонат Росії 2005 року

Спортивна версія гри «Що? Де? Коли?» (ЩДК) з'явилася в 1989 році, після установчого конгресу МАК у Маріуполі. Гра з'явилася на основі однойменної телевізійної гри, що існувала з 1975 року, однак має ряд особливостей, головна з яких — змагання команд один проти одного на одних і тих самих питаннях.

## Види
Відомі такі різновиди гри:
- Очна — всі команди грають в одному залі, питання зачитує один і той самий ведучий (приклади — фінал і деякі відбіркові етапи чемпіонату світу і чемпіонату України, чемпіонати міст, різні фестивалі).
- Синхронна — одні й ті ж питання граються на різних ігрових майданчиках (у різних містах і іноді — країнах) з різними ведучими (приклади — Відкритий кубок Росії, Відкритий Всеросійський синхронний чемпіонат, Кубок міст, Кубок провінцій).
- Телефонна або онлайн-гра — за допомогою різних засобів зв'язку питання задаються командам-учасницям, які знаходяться в різних місцях, і так само приймаються їхні відповіді (приклади — телефонний чемпіонат МАК — «телефонка», Інтернет Гран-прі). Такий спосіб гри суперечить кодексу спортивного ЩДК, зокрема, через неможливість контролювати кількість учасників у команді.

## Правила
Основні правила, ухвалені МАК для всіх турнірів, описані в кодексі ЩДК. Тут наведено ключові з них:
- У команді не допускається одночасна участь у грі більш ніж шести осіб (обмеження знизу немає: випадки, коли гравці виступали поодинці, відомі). Дозволяється наявність обмеженого числа запасних гравців в команді і заміни гравців між турами.
- На обговорення кожного питання виділяється 1 хвилина (для бліц-запитань, які складаються з довільного числа питань, сумарний час обговорення становить також 1 хвилину).
- Відповіді здаються в письмовому вигляді.
- Основний показник, за яким визначається місце команди, — кількість правильних відповідей.
- Якщо відповідь не повністю збігається з авторською, вона може бути зарахована або ігровим журі (на грі), або апеляційним журі (у випадку подачі апеляції).
- Апеляційне журі розглядає апеляції двох типів: вимоги зарахування відповіді, що задовольняє всім умовам питання (так звана «дуаль»), а також вимоги зняття питання (у разі наявності в ньому фактичної помилки або серйозної фактичної помилки, в залежності від регламенту конкретного турніру).

## Питання
Для правильної відповіді на запитання ЩДК («взяття» питання) повинні вимагатися один або декілька логічних кроків, інтуїтивний пошук, «осяяння» тощо. Питання, що вимагають від гравців прямого знання маловідомих фактів, сприймаються негативно, а питання які не потребують нічого, крім прямого знання, взагалі перебувають за рамками гри. Поширеними прийомами для написання питань спортивного «Що? Де? Коли?» є пропуски (потрібно відновити пропущені слова в деякому тексті) та «заміни»(потрібно зрозуміти, які слова були замінені).
У деяких питаннях використовується роздатковий матеріал (як правило, видрукувані зображення або текст).
Серед видів побудови питання можна виділити одноходівки і багатоходівки (в залежності від числа необхідних для взяття логічних ходів), «мозаїки» (про об'єкт питання повідомляються різні факти, за якими потрібно визначити об'єкт).
До неякісних питань відносять «гроби» (питання, які через їх недоліки або надмірного для даного турніру рівня складності не змогла взяти жодна команда; втім, деякі «гроби» є дуже якісними), «дитячі питання» або «тотуси» (питання, які взяли всі команди), «свічки» («засвічені» питання — тобто ті, які повністю або частково повторюють ті, що грали раніше), питання з дуальними відповідями (це або альтернативні відповіді, які повністю задовольняють всім фактам питання і, отже, повинні бути зараховані, або «логічні дуалі» — відповіді, які так само логічні, як і авторська, але прямо суперечать фактам питання, і тому не повинні зараховуватися), некоректні питання (що базуються на неправдивих фактах — такі питання можуть бути зняті апеляційним журі, якщо регламент турніру передбачає це).